# Giulio Brogi
Giulio Brogi (Verona, 1935. május 3. – Negrar, 2019. február 19.) olasz színész.

## Filmjei

### Mozifilmek
- Felforgatók (I sovversivi) (1967)
- Gangsters '70 (1968)
- Galileo Galilei (1968)
- Sotto il segno dello scorpione (1969)
- Il rapporto (1969)
- Pókstratégia (Strategia del ragno) (1970)
- Der Leone Have Sept Cabeças (1970)
- Szent Mihálynak volt egy kakasa (San Michele aveva un gallo) (1972)
- La vita in gioco (1972)
- Stregoni di città (1973)
- L'invenzione di Morel (1974)
- Milyen szép a meggyilkolt halála (Quanto è bello lu murire accis) (1975)
- Il gabbiano (1977)
- A rét (Il prato) (1979)
- Utazás Kithirára (Taxidi sta Kythira) (1984)
- Kapetan Meitanos, i eikona enos mythikou prosopou (1987)
- Il portaborse (1991)
- La cattedra (1991)
- Il segreto del bosco vecchio (1993)
- A vízilány (Sarahsarà) (1994)
- Terra bruciata (1995)
- A szent nyelve (La lingua del santo) (2000)
- L'accertamento (2001)
- Come si fa un Martini (2001)
- Niente è come sembra (2007)
- Piccola patria (2013)
- Szép álmokat (Fai bei sogni) (2016)
- Dove non ho mai abitato (2017)
- La Terra Buona (2018)

### Tv-filmek
- Le baruffe chiozzotte (1966)
- I persiani (1967)
- Il bracconiere (1968)
- Ricorda con rabbia (1969)
- La promessa (1970)
- Delitto di regime - Il caso Don Minzoni (1973)
- La carriera (1973)
- La città del sole (1973)
- Eleonora (1973)
- Az ifjú Garibaldi (Il giovane Garibaldi) (1974)
- Gamma (1975)
- Don Giovanni (1977)
- Zio Vanja (1979)
- Novelle dall'Italia (1980)
- Semmelweis (1980)
- Tre anni (1983)
- Piange al mattino il figlio del cuculo (1989)
- Gli anni d'oro (1992)
- Il re pescatore (1996)
- La signora delle camelie (2005)

### Tv-sorozatok
- Processi a porte aperte (1968, 1970, két epizódban)
- Eneide (1971–1972, hét epizódban)
- Baciato dal sole (2015, 12 epizódban)
- 1993 (2017, hat epizódban)